# Timo Barthel
Timo Barthel (ur. 3 kwietnia 1996 w Wiesbaden) – niemiecki skoczek do wody, brązowy medalista mistrzostw świata i Europy, mistrz igrzysk europejskich, olimpijczyk z Tokio 2021 i z Paryża 2024.

## Wyniki
| Impreza              | Rok  | Gospodarz | Trampolina 3 m | Trampolina 3 m | Trampolina 3 m | Wieża 10 m | Wieża 10 m  | Druż. miesz. |
| Impreza              | Rok  | Gospodarz | indyw.         | synch. męż.    | synch. mikst.  | indyw.     | synch. męż. | Druż. miesz. |
| -------------------- | ---- | --------- | -------------- | -------------- | -------------- | ---------- | ----------- | ------------ |
| Igrzyska olimpijskie | 2021 | Tokio     | —              | —              | —              | 17         | —           | —            |
| Igrzyska olimpijskie | 2024 | Paryż     | —              | —              | —              | 6          | 7           | —            |
| Mistrzostwa świata   | 2015 | Kazań     | —              | —              | 8              | —          | —           | —            |
| Mistrzostwa świata   | 2017 | Budapeszt | —              | —              | —              | 14         | —           | —            |
| Mistrzostwa świata   | 2019 | Gwangju   | —              | —              | —              | 21         | 10          | —            |
| Mistrzostwa świata   | 2022 | Budapeszt | —              | 03 !           | —              | 14         | 5           | 4            |
| Mistrzostwa świata   | 2023 | Fukuoka   | —              | 10             | —              | —          | 9           | 03 !         |
| Mistrzostwa świata   | 2024 | Doha      | —              | —              | —              | —          | 7           | 4            |
| Mistrzostwa świata   | 2025 | Singapur  | 46             | 8              | —              | —          | —           | —            |
| Igrzyska europejskie | 2023 | Rzeszów   | —              | 7              | —              | 01 !       | 4           | 4            |
| Mistrzostwa Europy   | 2016 | Londyn    | —              | —              | —              | 6          | —           | —            |
| Mistrzostwa Europy   | 2018 | Glasgow   | —              | —              | —              | 8          | 4           | —            |
| Mistrzostwa Europy   | 2022 | Rzym      | 9              | 5              | —              | 7          | 03 !        | 5            |